# Cuộc chinh phạt Chōshū lần thứ hai
Cuộc chinh phạt Chōshū lần thứ hai (tiếng Nhật: 第二次長州征討, đã Latinh hoá: Đệ nhị thứ Trường Châu chinh thảo), còn gọi là Chiến tranh Mùa hè, là một cuộc viễn chinh quân sự dưới sự thống lĩnh của Mạc phủ Tokugawa nhằm thảo phạt phiên Chōshū vào năm 1866. Đây là chiến dịch nối tiếp cuộc chinh phạt Chōshū lần thứ nhất năm 1864.

## Bối cảnh
Cuộc chinh phạt Chōshū lần thứ hai được công bố vào ngày 6 tháng 3 năm 1865. Chiến dịch bắt đầu vào ngày 7 tháng 6 năm 1866 bằng sự kiện Hải quân Mạc phủ pháo kích Suō-Ōshima ở tỉnh Yamaguchi.
Cuộc chinh phạt vấp phải thất bại thảm hại cho quân đội Mạc phủ, khi quân Chōshū được trang bị hiện đại và tổ chức hữu hiệu. Ngược lại, quân đội Mạc phủ bao gồm các toán binh phong kiến cổ truyền từ thời Tokugawa và nhiều phiên trấn lân cận, chỉ có các thành phần nhỏ là được trang bị hiện đại. Nhiều phiên trấn chỉ đưa ra những nỗ lực nửa vời, và một số thẳng thừng từ chối mệnh lệnh tấn công của Mạc phủ, đáng chú ý là Satsuma, cho đến thời điểm này đã gia nhập liên minh với Chōshū.
Tokugawa Yoshinobu, vị shōgun mới, đã cố gắng đàm phàn thỏa thuận đình chiến sau cái chết của shōgun tiền nhiệm, nhưng thất bại đã làm suy yếu uy tín của Mạc phủ. Sức mạnh quân sự của Tokugawa để lộ ra là một con hổ giấy, và rõ ràng là Mạc phủ không còn có thể áp đặt ý chí của mình lên các phiên trấn được nữa. Chiến dịch thảm khốc thường được xem là đã phong ấn số phận của Mạc phủ Tokugawa.
Thất bại này đã khuyến khích Mạc phủ phải thực hiện nhiều cải cách nhằm hiện đại hóa chính quyền và quân đội. Yoshinobu quyết định cử em trai mình là Ashitake đến dự Hội chợ Paris năm 1867, đồng thời đem trang phục phương Tây thay thế trang phục Nhật Bản trong nội bộ quan chức Mạc phủ, và củng cố mối quan hệ hợp tác với người Pháp dẫn đến việc nước Pháp chính thức gửi phái bộ quân sự đến Nhật Bản năm 1867 để giúp hiện đại hóa quân đội của Mạc phủ.

## Tranh vẽ

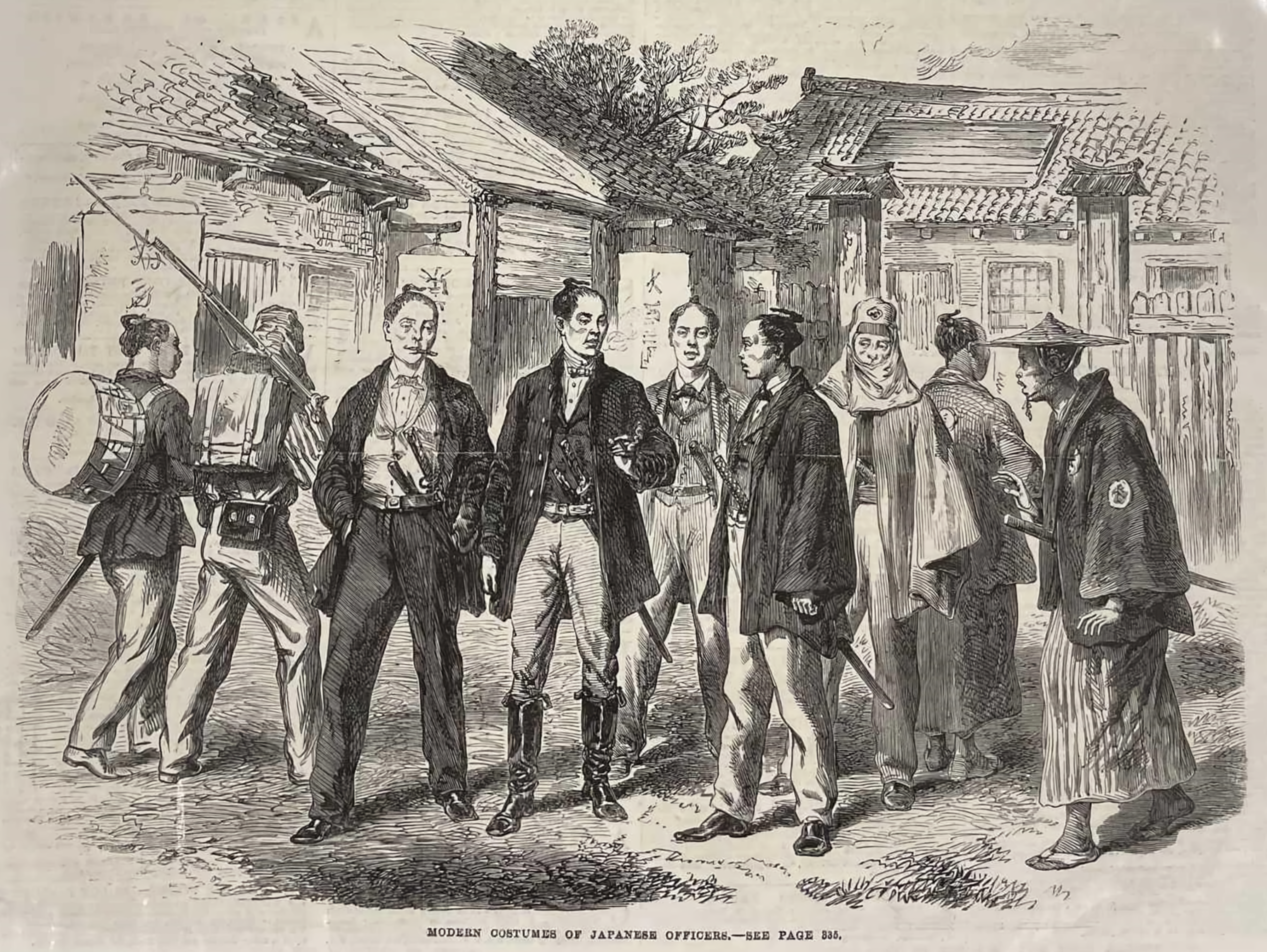
Binh lính Mạc phủ trang bị vũ khí và mặc quân phục kiểu phương Tây năm 1866
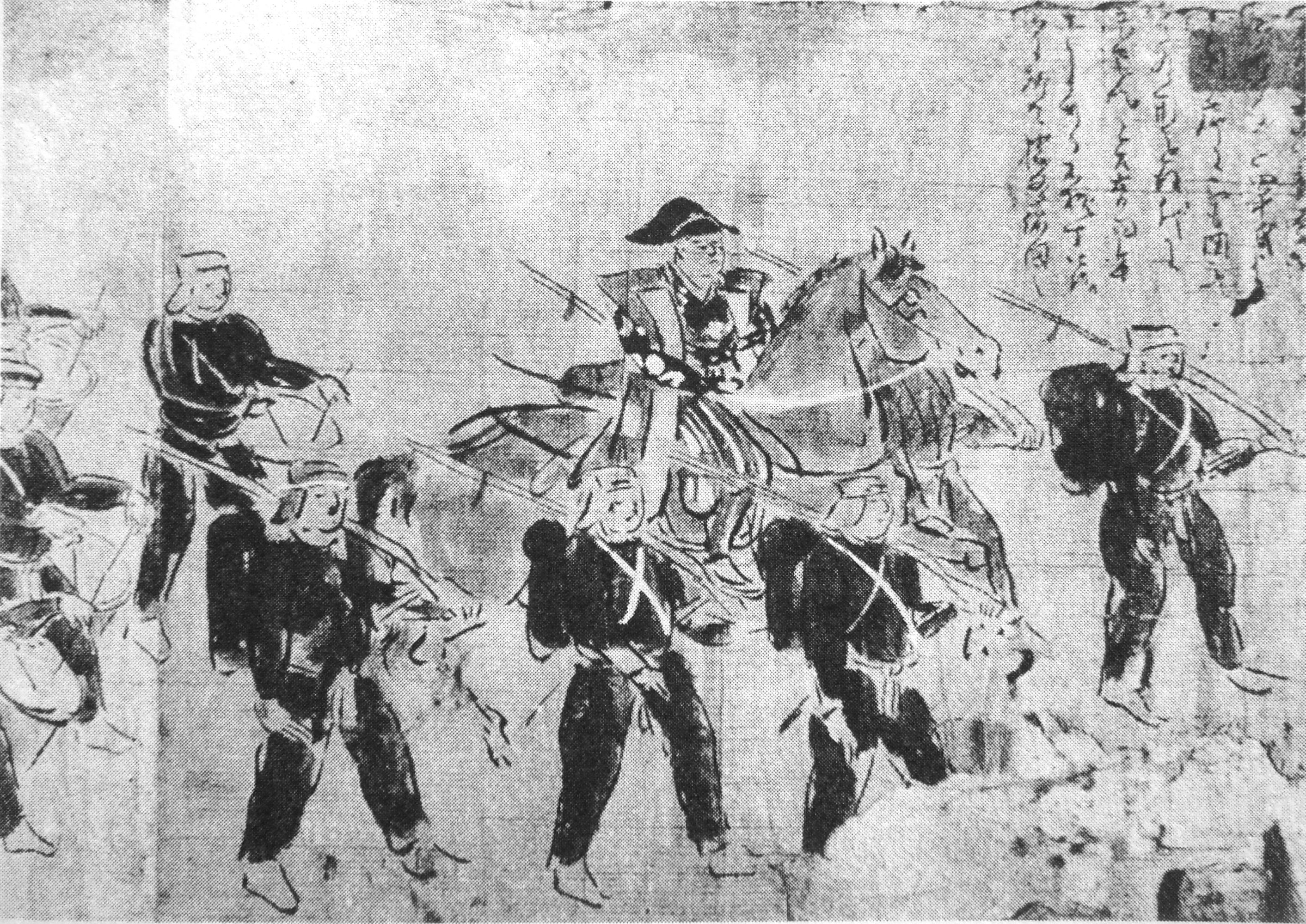
Đội quân Mạc phủ được hiện đại hóa trong cuộc chinh phạt Chōshū lần thứ hai
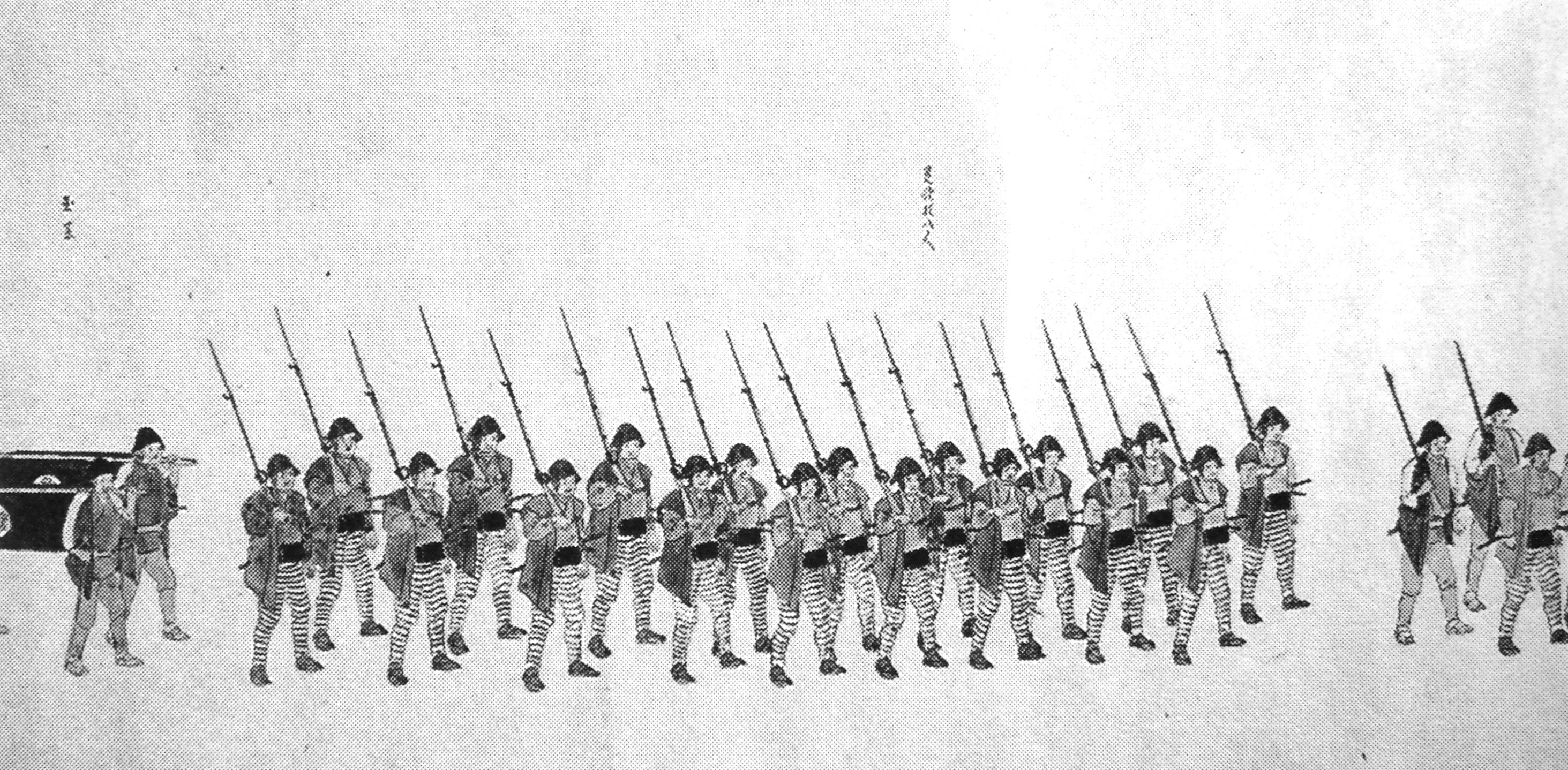
Binh lính của Phiên Takada trong cuộc chinh phạt Chōshū lần thứ hai
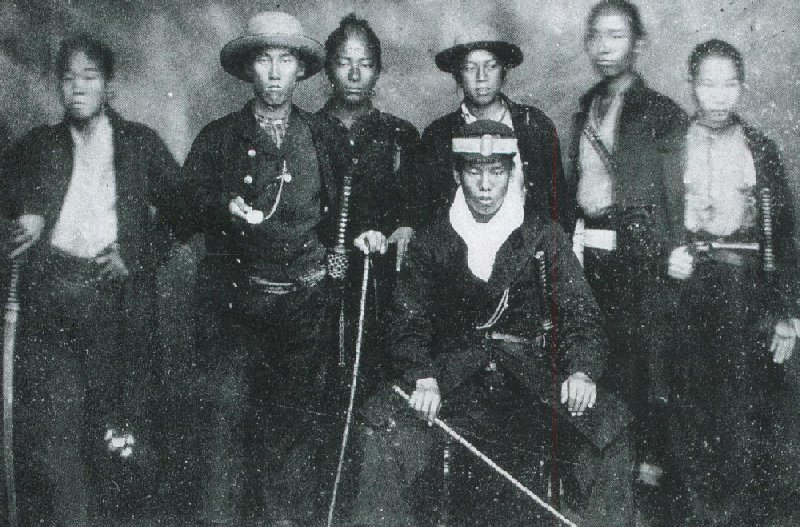
Kiheitai (Kỳ binh đội) phiên Chōshū tham chiến chống Mạc phủ trong cuộc chinh phạt Chōshū lần thứ hai